# Coptobrycon bilineatus
Coptobrycon bilineatus är en fiskart som först beskrevs av Ellis, 1911.  Coptobrycon bilineatus ingår i släktet Coptobrycon och familjen Characidae. Inga underarter finns listade i Catalogue of Life.